# Skrzynia (mebel)

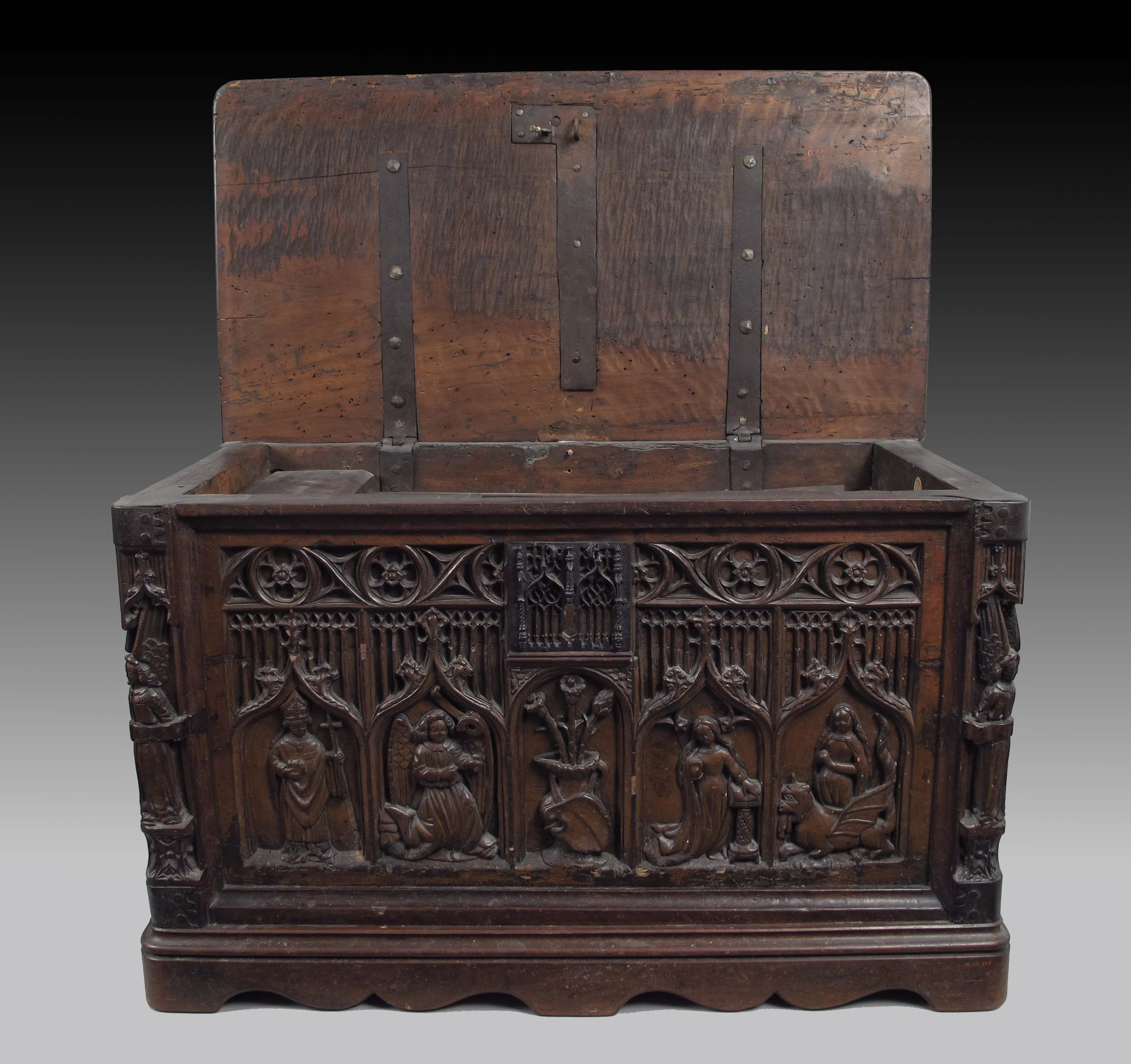
Skrzynia z XV wieku

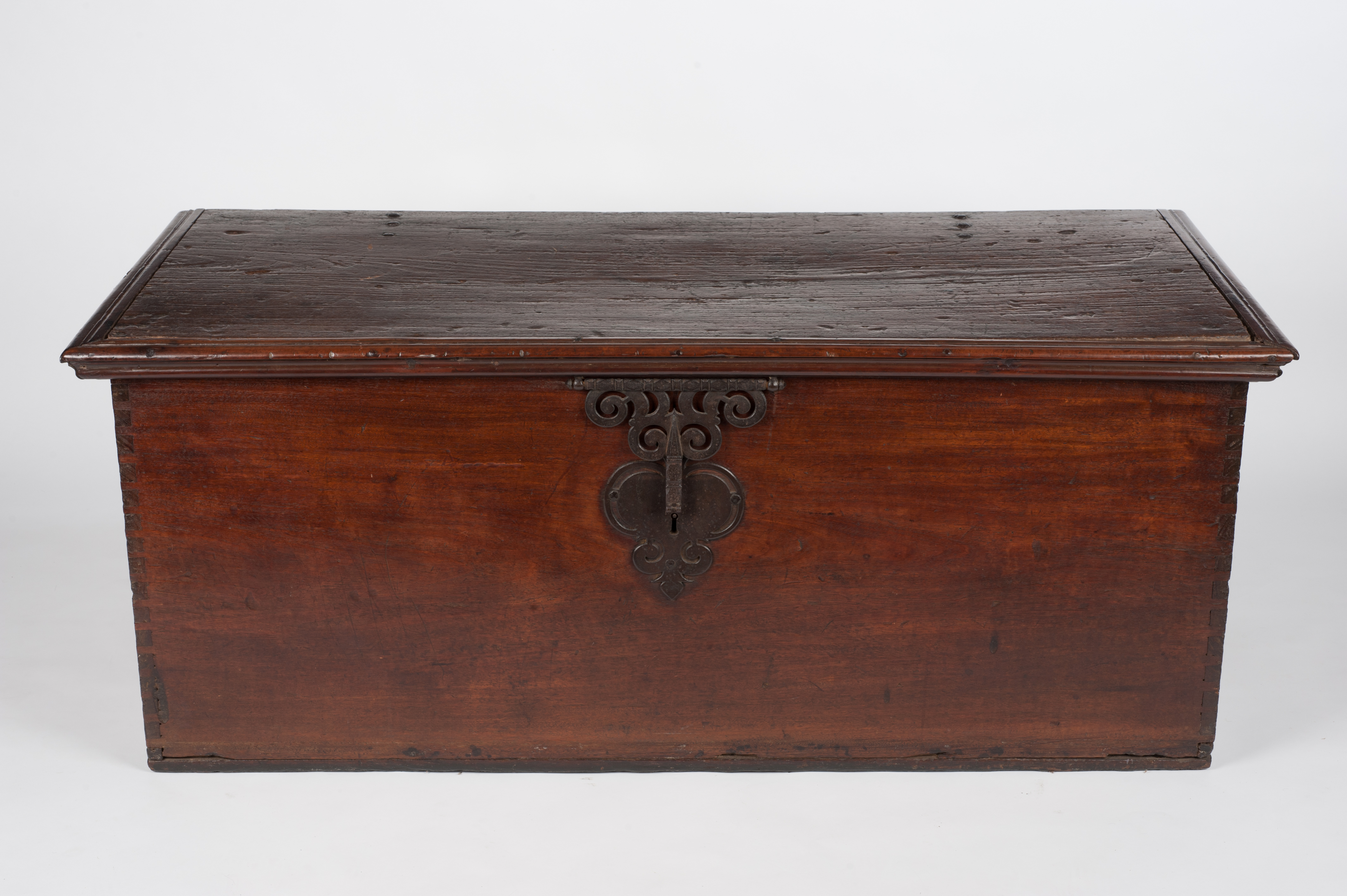
Skrzynia z XIX wieku

Skrzynia – mebel służący do przechowywania przedmiotów. Na przestrzeni dziejów występował w wielu odmianach. Podobnym w kształcie i funkcji meblem jest kufer.

## Historia
Skrzynia jest meblem od najdawniejszych czasów towarzyszącym człowiekowi. W starożytnym Egipcie czy Grecji przybierała formę architektoniczną z płaskim lub dwuspadowym wiekiem.
W średniowieczu oprócz prostych konstrukcji stojakowych wykształciła się konstrukcja płycinowa, która była zdecydowanie lżejsza i pozwalała na zastosowanie bardziej urozmaiconego zdobnictwa.
W czasach nowożytnych skrzynia dała początek wielu odmianom mebli skrzyniowych, takim jak: bufet, kredens, szafa, komoda.
Apogeum rozwoju skrzynia przeżywała w renesansie. We Włoszech powstawały wówczas przepięknie zdobione snycerką, stiukiem i inkrustacją skrzynie posagowe (cassone) i podnosiste (cassapanca).
W wiekach późniejszych skrzynia została wyparta z salonów przez różne odmiany komody i podobnych mebli. Funkcję skrzyni podróżnej przejęły kufry, sepety, walizki. Do czasów XX wieku skrzynia przetrwała dzięki sztuce ludowej, tam pełniła funkcję skrzyni posagowej, malowanej w charakterystyczne dla danego regionu wzory.

## Charakterystyka
Skrzynia należy do mebli skrzyniowych. Występuje w takich odmianach konstrukcyjnych:
- stojakowo-deskowa, stojakowo-płycinowa
- wieńcowo-deskowa, wieńcowo-płycinowa
- oskrzyniowo-deskowa, oskrzyniowo-płycinowa

Materiały użyte do wyrobu skrzyni zależą od aktualnie panującego stylu, dotyczy to również rodzajów połączeń i rozwiązań technologicznych.
Przykładowe rodzaje zdobień:
- w starożytności:
  - polichromia
  - inkrustacja
- w średniowieczu:
  - okucia metalowe i ćwieki
  - ornament fałdowy, wstęgowy, maswerkowy
- w renesansie
  - medaliony i kartusze
  - girlandy i gzymsy w formie wolich oczek i sercowników
  - boniowanie, ornament diamentowy

## Odmiany skrzyni
- Skrzynia z wiekiem płaskim
- Skrzynia z wiekiem dwuspadowym
- Skrzynia z wiekiem wypukłym
- Skrzynia do siedzenia z oparciem

## Galeria

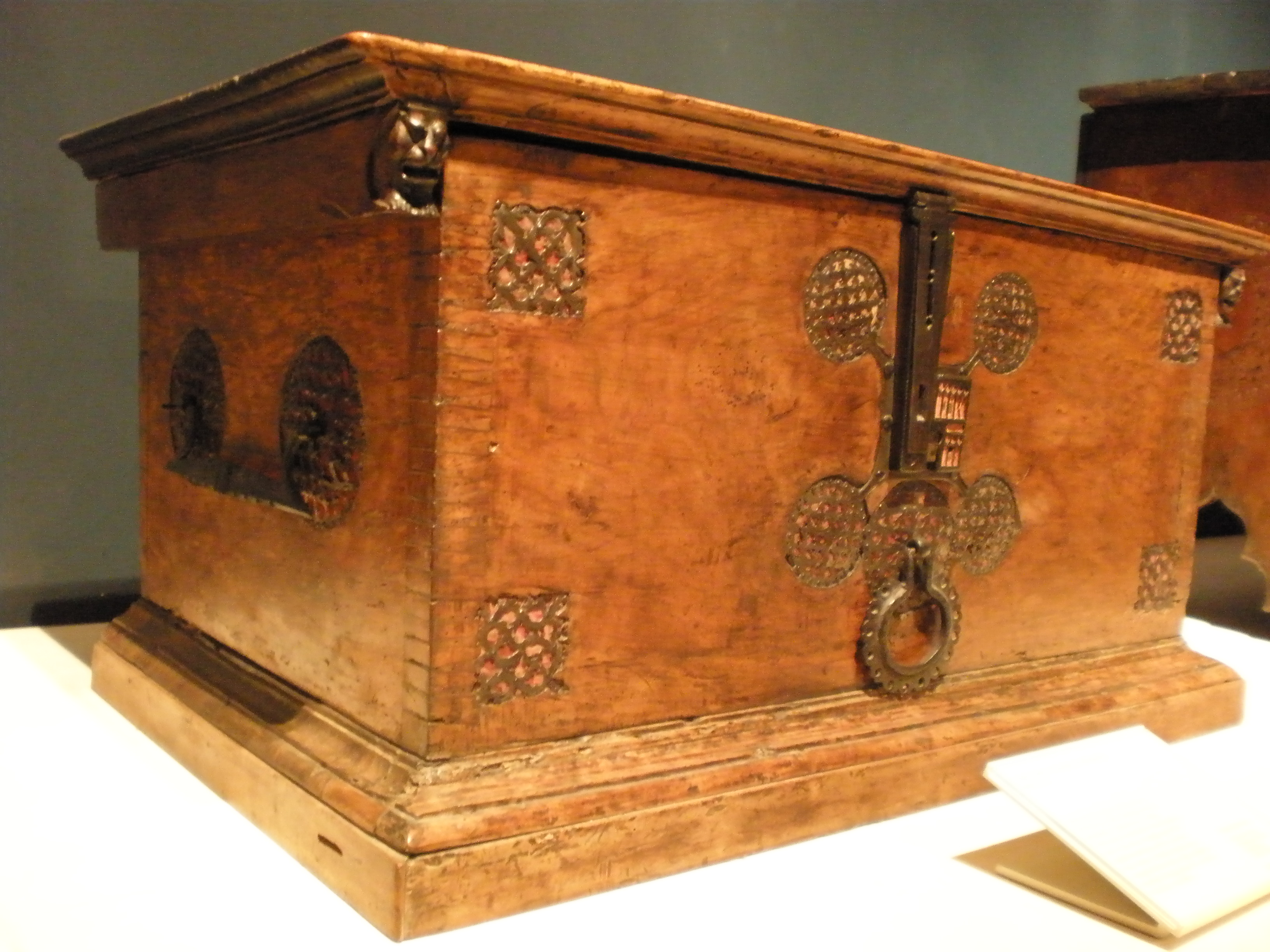
Skrzynia renesansowa
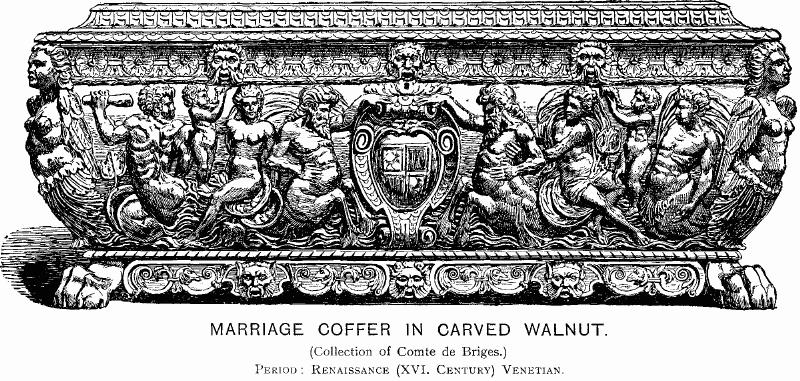
Renesansowa włoska skrzynia posagowa
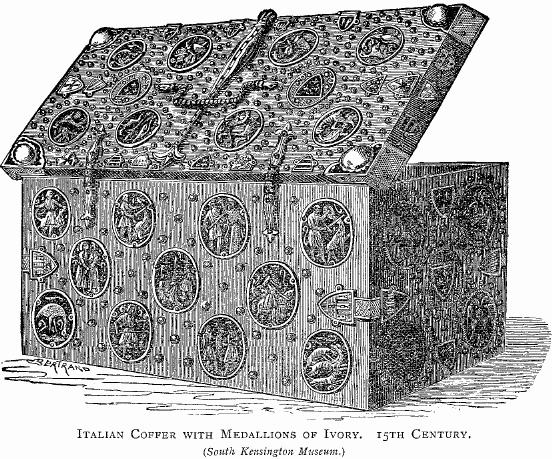
Kufer włoski zdobiony medalionami z kości słoniowej
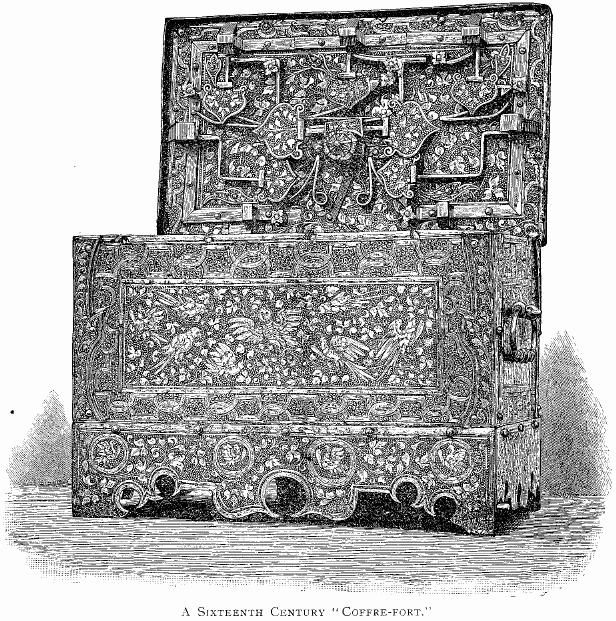
Szesnastowieczny kufer z systemem zamków
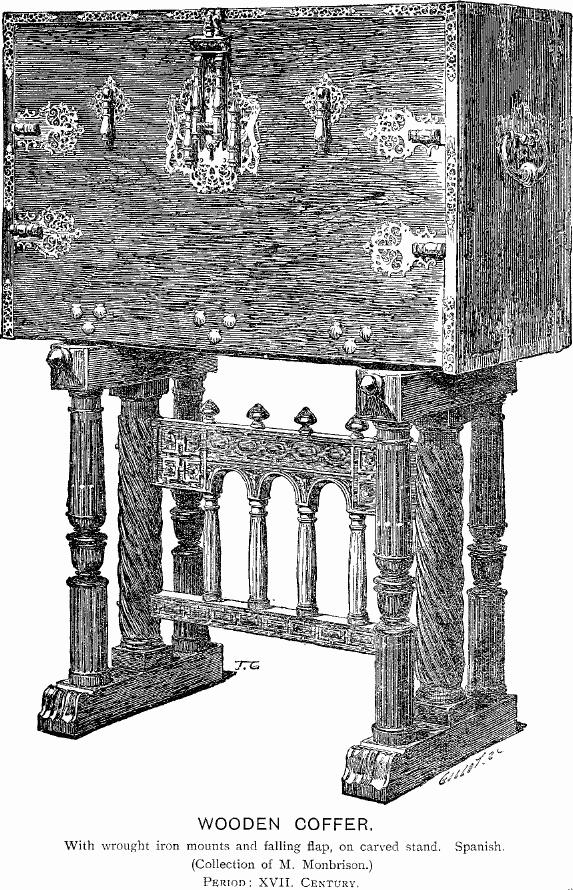
Kufer z otwieranym bokiem umieszczony na podstawie to kabinet
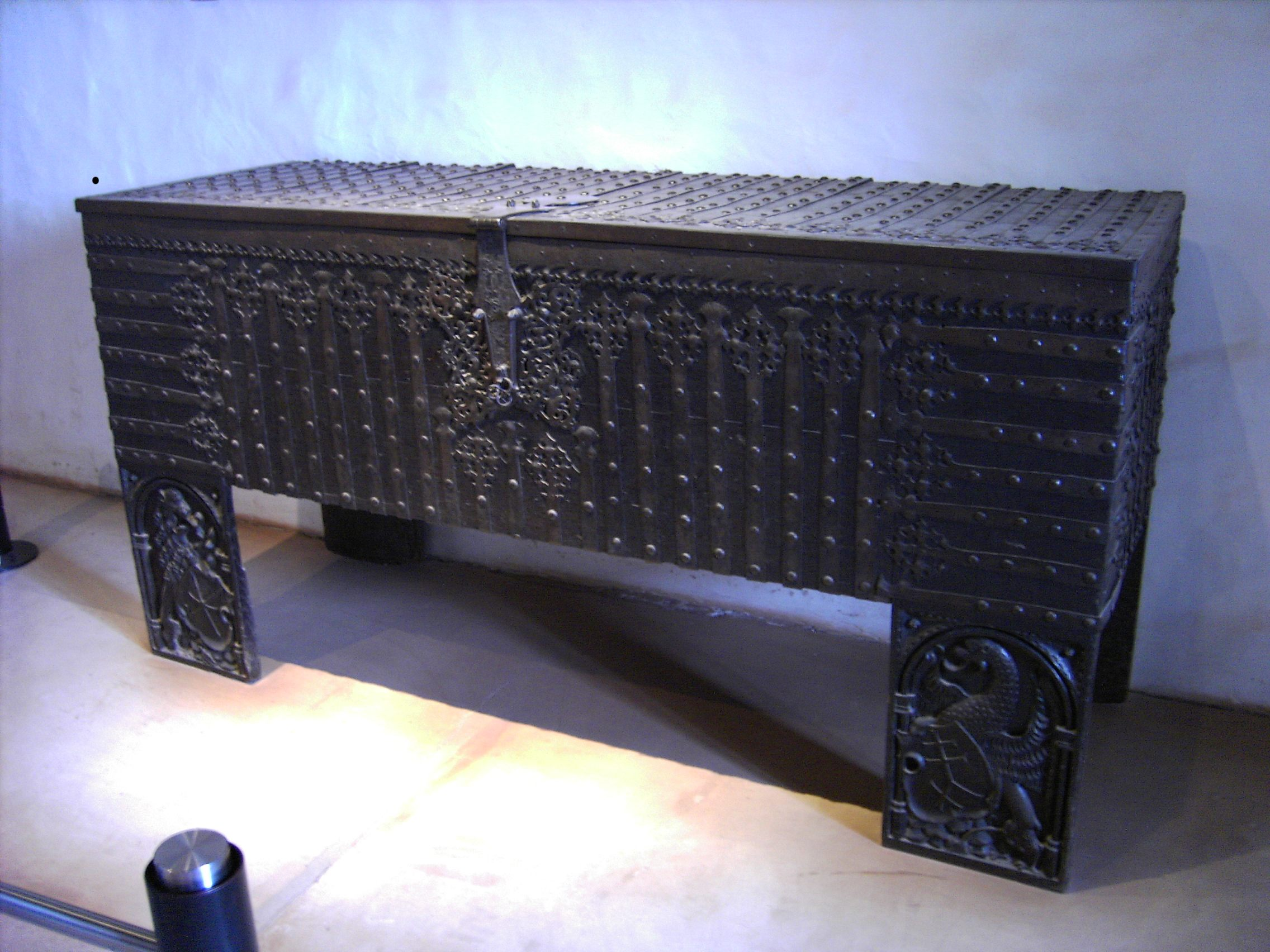
Średniowieczna forma skrzyni zdobiona okuciami i ćwiekami
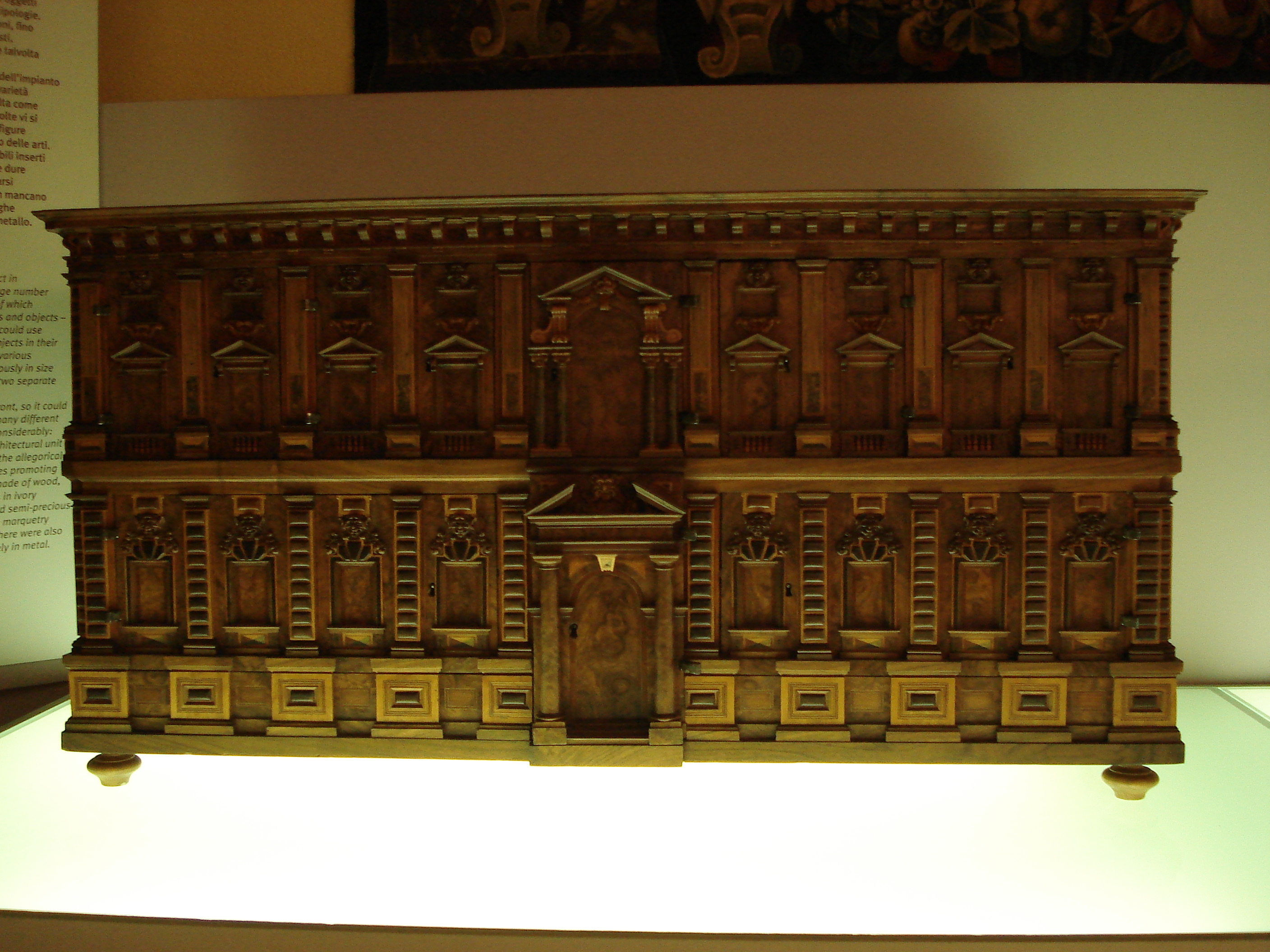
Włoska skrzynia stipo
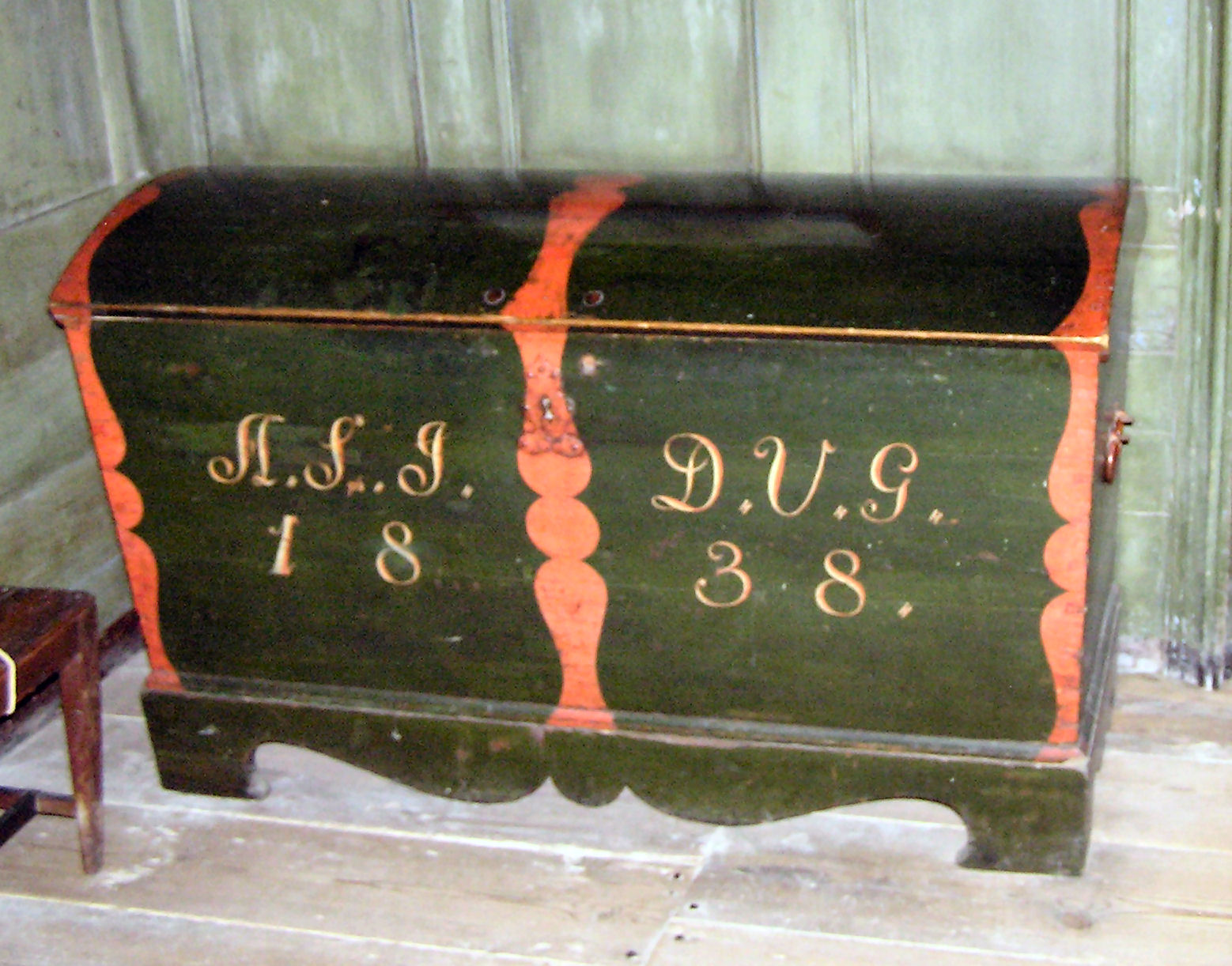
Ludowa skrzynia posagowa
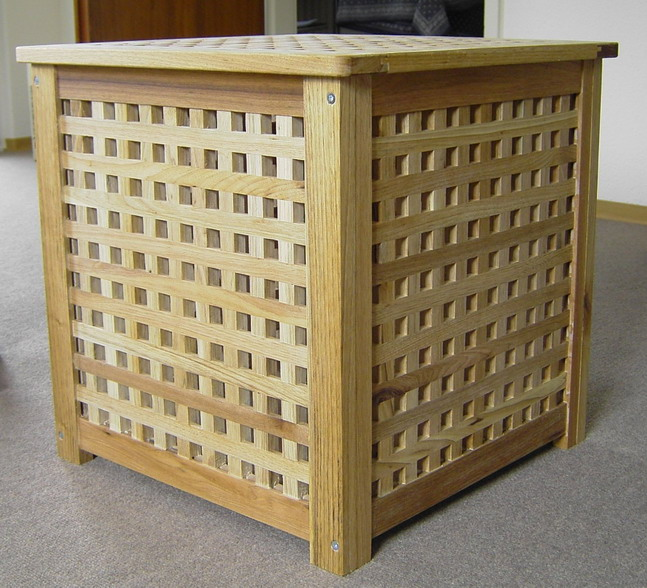
Dwudziestowieczny pojemnik na pościel w formie skrzyni
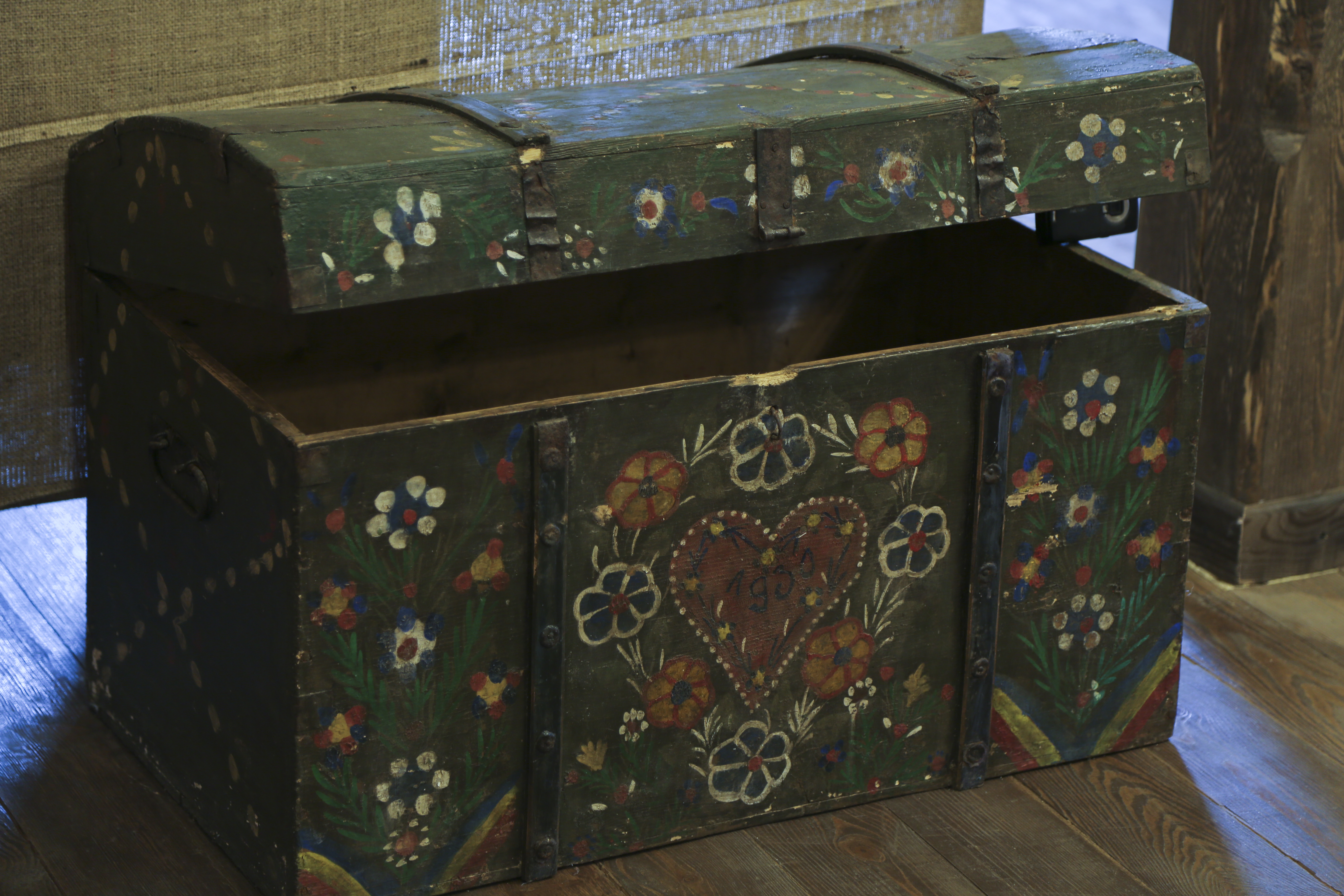
Skrzynia posagowa. Naddnieprze, Ukraina, r. 1930. Ze zbiorów kompleksu historyczno-kulturalnego Zamek Radomyśl